# Dichotomius horridus
Dichotomius horridus là một loài bọ cánh cứng trong họ Bọ hung (Scarabaeidae).